# Stazione di Siderno
Stazione di Siderno vasútállomás Olaszországban, Calabria régióban, Siderno településen.

## Vasútvonalak
Az állomást az alábbi vasútvonalak érintik:
- Jonica-vasútvonal

## Kapcsolódó állomások
A vasútállomáshoz az alábbi állomások vannak a legközelebb:
- Stazione di Gioiosa Jonica
- Stazione di Locri